# Bithorax
Pour les articles homonymes, voir BXC et IAB.
Bithorax est le nom d'un complexe de gènes, encore appelé BX-C, porté sur le chromosome III de la drosophile.
Il comporte deux domaines appelés Ultrabithorax (Ubx) et Infra-abdominal (iab).
Ce complexe ancestral a pour rôle d'organiser de manière harmonieuse les relations entre le système nerveux central et le reste du corps.
Une drosophile Bithorax est un drosophile mutante. En effet, il s'agit d'une modification d'un gène de la drosophile par mutation qui provoque une anomalie et qui lui donne une paire d'ailes en plus. 